# Nachtschicht
Nachtschicht è una serie televisiva tedesca di genere poliziesco prodotta da Network Movie e trasmessa dal 2003 sull'emittente ZDF. Protagonisti della serie sono Armin Rohde, Minh-Khai Phan-Thi e Barbara Auer.
Della serie sono andati in onda 19 episodi in formato di film TV. Il primo episodio, intitolato Amok!, venne trasmesso in prima visione il 24 marzo 2003.

## Trama
Protagonista delle vicende è una squadra di poliziotti capitanata dal commissario capo Erich Bo Eriksen, affiancato inizialmente dalla pari grado Paula Bloom e da un giovane commissario di nome Teddy Schrader.

## Episodi
| Nr | Titolo originale          | Titolo italiano | Prima TV Germania                       | Prima TV Italia |
| -- | ------------------------- | --------------- | --------------------------------------- | --------------- |
| 1  | Amok!                     | inedito         | 24 marzo 2003                           | inedito         |
| 2  | Vatertag                  | inedito         | 22 marzo 2004                           | inedito         |
| 3  | Tod im Supermarket        | inedito         | 23 gennaio 2006                         | inedito         |
| 4  | Der Ausbruch              | inedito         | 29 gennaio 2007                         | inedito         |
| 5  | Ich habe Angst            | inedito         | 28 gennaio 2008                         | inedito         |
| 6  | Blutige Stadt             | inedito         | 26 gennaio 2009                         | inedito         |
| 7  | Wir sind die Polizei      | inedito         | 18 gennaio 2010                         | inedito         |
| 8  | Das tote Mädchen          | inedito         | 18 novembre 2010                        | inedito         |
| 9  | Ein Mord zu viel          | inedito         | 17 gennaio 2011                         | inedito         |
| 10 | Reise in den Tod          | inedito         | 13 gennaio 2012                         | inedito         |
| 11 | Geld regiert die Welt     | inedito         | 20 gennaio 2013                         | inedito         |
| 12 | Wir sind alle keine Engel | inedito         | 27 aprile 2015                          | inedito         |
| 13 | Der letzte Job            | inedito         | 1 febbraio 2016                         | inedito         |
| 14 | Ladies First              | inedito         | 20 febbraio 2017                        | inedito         |
| 15 | Es lebe der Tod           | inedito         | 12 novembre 2018                        | inedito         |
| 16 | Cash & Carry              | inedito         | 4 maggio 2020                           | inedito         |
| 17 | Blut und Eisen            | inedito         | 22 marzo 2021                           | inedito         |
| 18 | Die Ruhe vor dem Sturm    | inedito         | 1 ottobre 2022                          | inedito         |
| 19 | Der Unfall                | inedito         | 22 marzo 2025 (streaming)/31 marzo 2025 | inedito         |

## Personaggi e interpreti
- Erich Bo Eriksen, interpretato da Armin Rohde (ep. 1-presente).[1][2]
- Mimi Hu, interpretata da Minh-Khai Phan-Thi (ep. 3-presente).[1][2]
- Dott.ssa Lisa Brenner, interpretata da Barbara Auer (ep. 4-16).[1][2]
- Paula Bloom, interpretata da Katharina Böhm (ep. 1-3).[1]
- Ken Duken: Teddy Schrader (ep. 1-5).[1][2]
- Ömer Kaplan, interpretato da Özgür Karadeniz (ep. 11-presente). [1][2]
- Walter Jülich, interpretato da  Pierre Semmler (ep. 1-16).[1][2]
- Martinelli, interpretato da Oscar Ortega Sánchez. È un pizzaiolo.[1]